# Lamelas e Guimarei
Lamelas e Guimarei (llamada oficialmente União das Freguesias de Lamelas e Guimarei) es una freguesia portuguesa del municipio de Santo Tirso, distrito de Oporto.

## Historia
Fue creada el 28 de enero de 2013 en aplicación de una resolución de la Asamblea de la República de Portugal promulgada el 16 de enero de 2013 con la unión de las freguesias de Lamelas y Guimarei, pasando su sede a estar situada en la antigua freguesia de Lamelas.

## Demografía
| Gráfica de evolución demográfica de Lamelas e Guimarei entre 2011 y 2021 |
|                                                                          |
| Datos según el nomenclátor publicado por el INE portugués.               |